# William Vivanco
William Vivanco (* 1975 in Santiago de Cuba) ist ein Singer-Songwriter der jüngsten Generation der Nueva Trova.
Seine Musik ist von Pop, Rock Reggae, Bossa Nova, Blues und Rap beeinflusst, ohne auf kubanische Bezüge zu verzichten. Kurzauftritte im Film Música cubana und auf den CDs von Interactivo und Telmary zeigen nicht die ganze Breite seines Gesangsstils, der Lautmalereien, rhythmische Geräusche und textlose Passagen (wie in dem preisgekrönten Video "Cimarrón") mit einschließt.
Auf eigenen Veröffentlichungen kommen auch seine poetisch-aufmüpfigen Texte über spezifisch kubanische Themen zur Geltung, wie etwa die Cimarrones, jene so in Kuba genannten afrikanischen Sklaven, oder Ernteeinsätze der Schüler.
Auslandstourneen führten ihn 2004 nach Frankreich und 2007 in die Niederlande.

## Veröffentlichungen unter eigenem Namen
- 2002: Lo tengo to' pensa'o (Bis Music)
- 2006: La isla milagrosa (EGREM)
- 2009: El mundo está cambia'o (Bis Music)
- 2020: Trece on magia (Puntila Music)